# Crocevia per l'inferno
Crocevia per l'inferno (Normal Life) è un film del 1996, diretto da John McNaughton. Il film è basato sulla storia vera di due famosi criminali statunitensi: i coniugi Jeffrey e Jill Erickson.

## Trama
Chris Anderson è un giovane agente di polizia che si innamora perdutamente di Pam, ragazza con problemi di alcol e droga. I due si sposano, ma Chris è costretto a lasciare la polizia e la situazione economica della giovane coppia precipita. Quando Pam, in preda a uno dei suoi deliri, dopo aver messo a soqquadro la casa, arriva quasi a tentare il suicidio, Chris decide che deve fare qualcosa. Si trasforma così in un abile rapinatore di banche...